# カップヌードル トムヤムクンヌードル

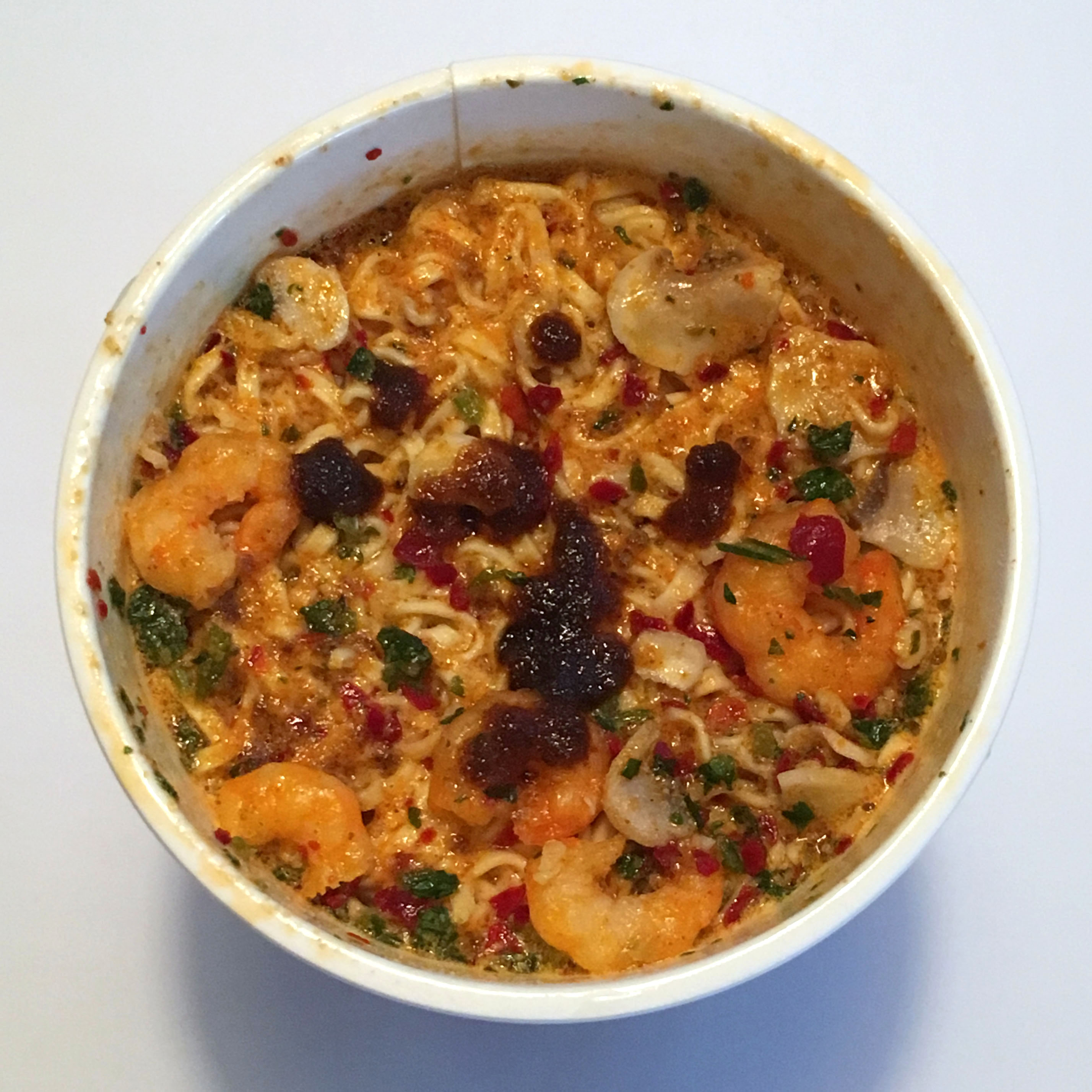

カップヌードル トムヤムクンヌードルは、日清食品が発売しているカップ麺で、カップヌードルの一種。タイ日清の協力により開発された。2022年現在は、カップヌードル パクチー香るトムヤムクン（カップヌードル パクチーかおるトムヤムクン）の名称となっている。

## 概要
トムヤムクンをベースにしたカップヌードルのバリエーション。2014年4月14日に全国販売され、当時の日本のカップラーメンにはあまりない酸味のあるスープが人気を博し、日清食品の販売計画を大幅に上回る売れ行きを記録し、同年4月22日に、十分な供給量を確保できない状況として、日清食品は販売を一時休止（出荷停止）すると発表した。その後、2015年2月23日には全国で販売が再開された。
なお英語表記として、日本国内において通常使われる「CUP NOODLE」ではなく、日本国外の標準表記である「CUP NOODLES」を採用している。これは製品開発において日清の海外現地法人の協力を得ていることを示すことが目的。

## 派生
- カップヌードルリゾット トムヤムクン